# フィリピーノ・スパゲッティ
フィリピーノ・スパゲッティ（英: Filipino spaghetti）とは、イタリアのスパゲッティ・ボロネーゼをフィリピン風にアレンジした料理。トマトソースにはブラウンシュガーもしくはバナナケチャップが使われており、独特の甘さがある。ソースの具はフランクフルト・ソーセージもしくはスモークしたスペイン風ソーセージ（ロンガニーサ）とひき肉（ギニリン）で、粉チーズをトッピングする。フィリピンの食文化の中ではコンフォート・フードに位置付けられ、子供の誕生日のような特別な行事では必ずと言っていいほどこの料理が供される。

## 発祥
アメリカ人が植民地時代の同国へ持ち込んだスパゲッティ・ボロネーゼに、甘い味付けを好むフィリピン人が多少のアレンジを加えてこの料理が生まれた。起源は1940年代から1960年代にまでさかのぼると考えられている。主材料の一つであるバナナケチャップがフィリピンに広まったのは、アメリカ自治領時代に第二次世界大戦の影響でトマトの供給が不足したためである。

## 調理法と盛り付け

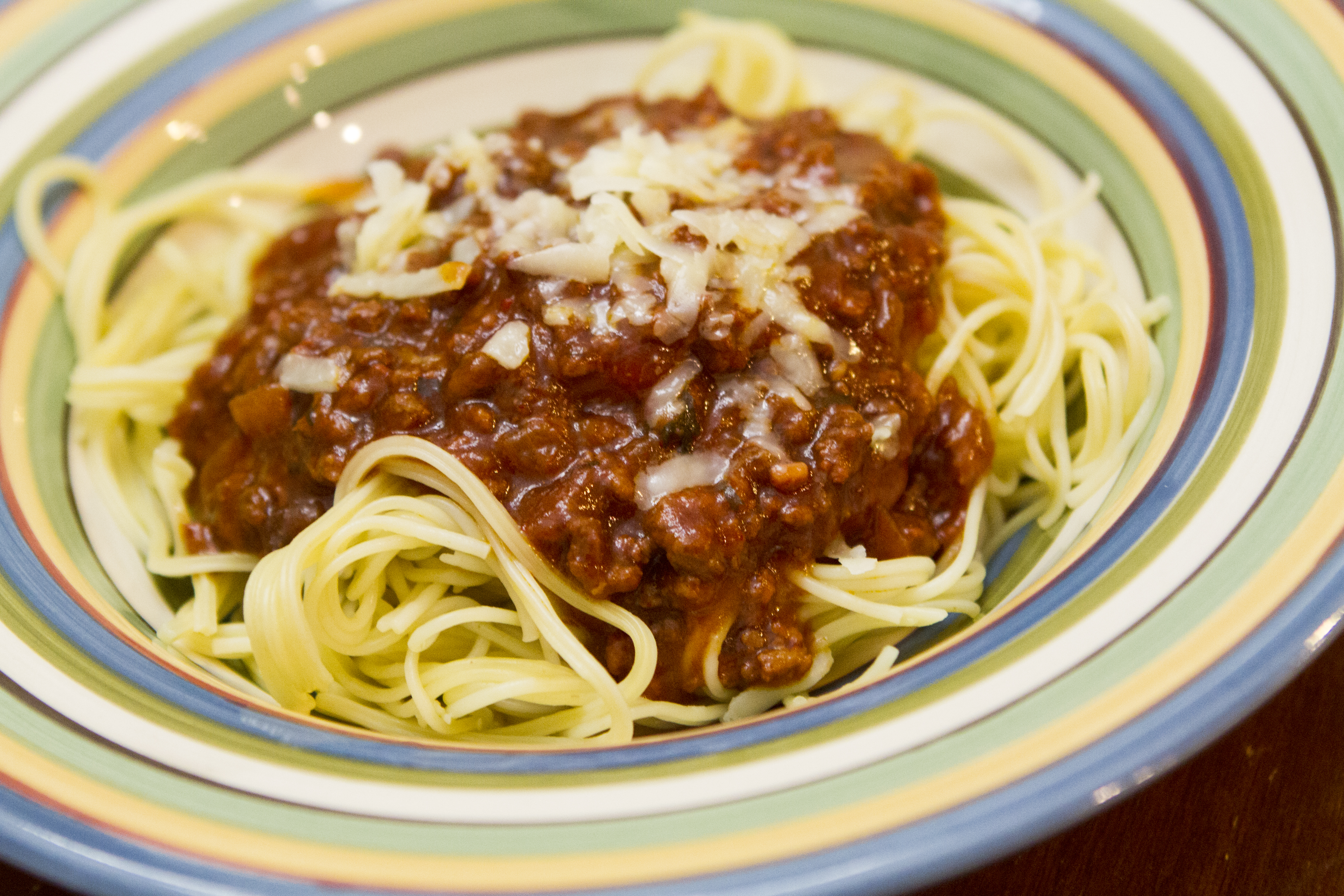
ギニリンとおろしチーズをかけたフィリピーノ・スパゲッティ。

フィリピーノ・スパゲッティは比較的安価で容易に自作できるのも人気の理由である。まず、にんにくと玉ねぎのみじん切りを大きなフライパンでしんなりするまで炒める。ギニリンを加えて茶色になるまで火を通す。みじん切りにした赤ピーマン・緑ピーマンやニンジンのような材料が入ることもある。次にスライスしたフランクフルトソーセージを加えるが、加工肉としてはスモークしたロンガニーサ・ソーセージ、ハム、ウィンナーソーセージ、ミートボール、ランチョンミート、さらにはコンビーフも用いられる。数分炒めたらトマトソースとトマトペーストをフライパンに入れる。ビーフストック、キノコクリームスープ、無糖練乳を加えることもある。バナナケチャップやブラウンシュガーを少量入れて甘さを出し、塩と黒コショウで味を調える。甘味には加糖練乳、シロップ、時には炭酸清涼飲料なども用いられる。その後、適度な濃さになるまで煮詰める。フィリピンで市販されているローカルフレーバーのスパゲッティソースを土台にした簡便な作り方もある。
スパゲッティは市販の麺を使うことがほとんどで、通常アルデンテに茹でる。事前にフライパンでソースと混ぜておくこともあるが、先に盛ったパスタの上にソースをたっぷりかけて出すやり方もある。最後にチーズ（チェダーが多い）をおろすかさいの目に切ってトッピングする。チーズはソースに混ぜ入れたりパスタの上で溶かしたりする場合もある。

## 文化的重要性
フィリピン風に進化したこの料理はイタリア式スパゲッティの純粋主義者から懸念を向けられることが多い。しかしフィリピン人にとってはコンフォート・フードとして文化的な重要性がある。子供の誕生日のようなハレの日に必ずと言っていいほど供されることから、ほとんどのフィリピン人の郷愁を誘う食べ物である。
フィリピーノ・スパゲッティはフィリピンのファーストフードチェーン独特のローカルメニューの一つでもある。例として地元チェーンのジョリビー、あるいはマクドナルドやKFCのフィリピン店でレギュラーメニューに取り入れられている。